# Ceratosaurus
Ceratosaurus var en dinosaurus, der levede i juratiden. Den blev omtrent 3 meter høj og 6 meter lang, og var kødæder. Nogle af dens slægtninge var Dilophosaurus og Coelophysis. Den er kendetegnet ved at have et lille horn på næseryggen.
Der er hovedsageligt fundet fossiler og rester af denne type dinosaurus i Nordamerika.